# 폴 크뤼거

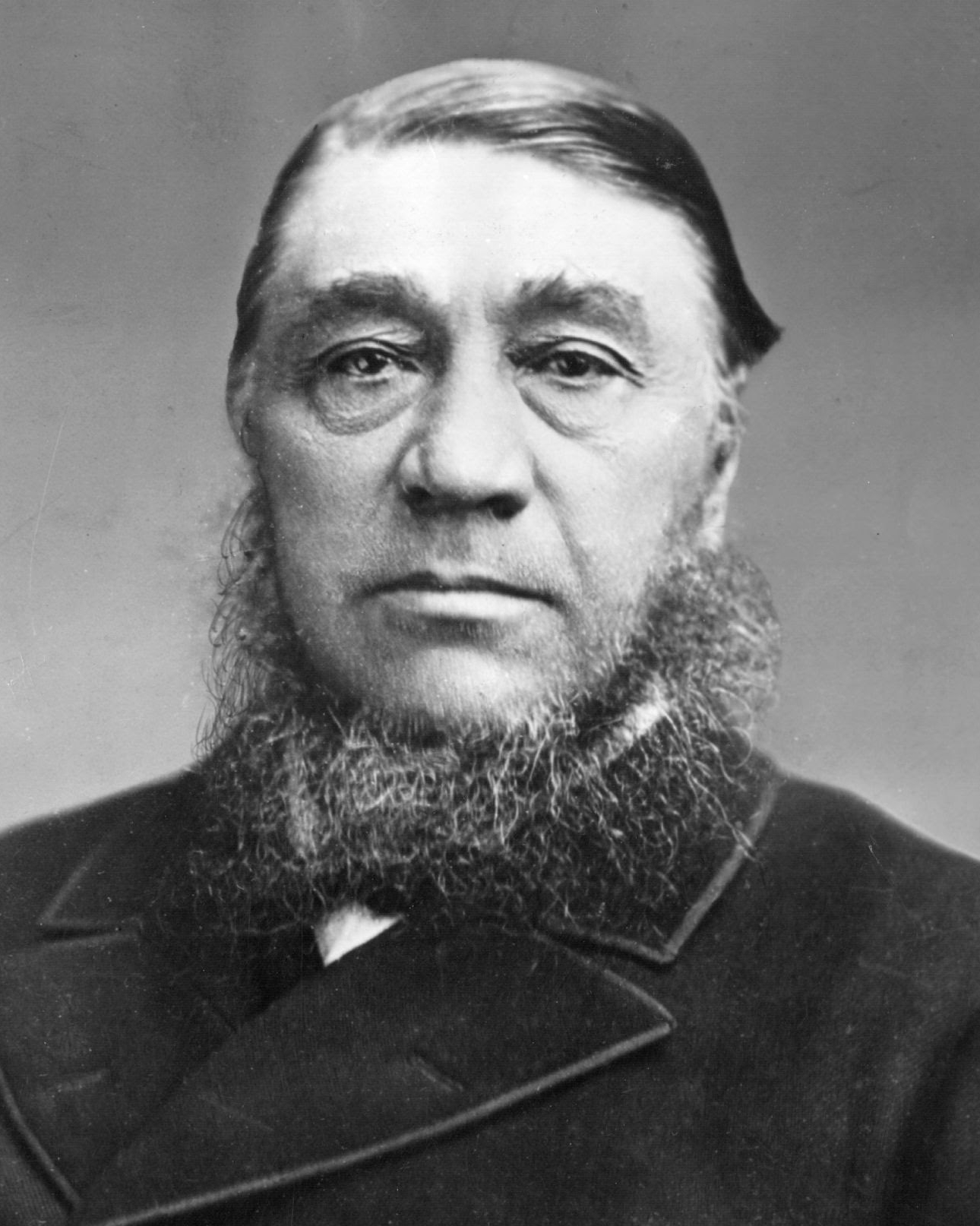
1890년 경 모습

폴 크뤼거(Paul Kruger, 본명: 스테파누스 요하네스 파울루스 크뤼거, Stephanus Johannes Paulus Kruger, 아프리칸스어 발음: [ˈkry.(j)ər], 1825년 10월 10일 – 1904년 7월 14일)는 남아프리카 공화국의 정치인이다. 19세기 남아프리카 공화국의 지배적인 정치 및 군사 인물 중 한 명이었고, 1883년부터 1900년까지 남아프리카 공화국(또는 트란스발)의 국가 대통령이었다. 옴 폴("폴 삼촌")이라는 별명을 얻은 그는 다음과 같이 국제적인 명성을 얻었다. 1899년부터 1902년까지의 제2차 보어 전쟁 동안 영국에 대항한 트란스발(Transvaal)과 그 이웃 오라녜 자유국(Orange Free State)의 보어 대의의 얼굴. 그는 아프리카너덤(Afrikanerdom)의 의인화라고 불리며 추종자들은 그를 비극적인 민속 영웅으로 존경한다.
케이프 식민지(Cape Colony)의 동쪽 가장자리 근처에서 태어난 크뤼거는 1830년대 후반 어린 시절에 그레이트트렉(Great Trek)에 참여했다. 그는 성경 외에는 교육을 거의 받지 못했다. 개척자(Voortrekker) 지도자 안드리에스 프레토리우스의 제자인 그는 1852년 영국과 샌드리버 컨벤션(Sand River Convention)이 체결되는 것을 목격했으며 이후 10년 동안 남아프리카공화국의 특공대를 이끌고 라이벌 보어족 간의 분쟁을 해결하는 등 남아프리카 공화국의 형성에 중요한 역할을 했다. 지도자와 파벌. 1863년에 그는 총사령관으로 선출되어 10년 동안 재직하다가 토마스 프랑수아 부르제(Thomas François Burgers) 대통령이 당선된 후 곧 사임했다.
크뤼거는 남아프리카 공화국이 영국에 합병되기 직전인 1877년 3월 부통령으로 임명되었다. 그 후 3년 동안 그는 이 문제를 뒤집기 위해 두 명의 대표단을 런던으로 이끌었다. 그는 남아프리카공화국의 독립을 회복하기 위한 운동의 주도자가 되었으며, 1880년부터 1881년까지의 제1차 보어 전쟁에서 보어인의 승리로 정점을 이루었다. 크뤼거는 1883년까지 삼두정의 집행위원으로 재직한 후 대통령으로 선출되었다. 1884년에 그는 영국이 남아프리카 공화국을 완전한 독립 국가로 인정한 런던 협약을 중개하는 세 번째 대표단을 이끌었다.
1886년 위트워터스랜드 골드러시(Witwatersrand Gold Rush)로 인해 주로 영국인 정착민 수천 명이 유입된 후, "유틀랜더(외국인)"는 남아프리카공화국의 세수 대부분을 제공했지만 시민 대표성은 부족했다. 보어인들은 정부에 대한 통제권을 유지했다. 크뤼거는 1888년, 1893년, 1898년에 재선되었고, 1895~1896년에 제임슨 습격(Jameson Raid)과 궁극적으로 제2차 보어 전쟁(Second Boer War)으로 이어졌다. 크뤼거는 1900년 전쟁이 보어인들에게 불리해지자 유럽으로 떠났고 영국이 승리한 후에도 고국으로 돌아가기를 거부하며 여생을 망명 생활을 했다. 1904년 78세의 나이로 스위스에서 사망한 후, 그의 시신은 국장을 위해 남아프리카 공화국으로 반환되어 프리토리아의 히어로즈 에이커(Heroes' Acre)에 묻혔다.